# Miloš Crnjanski

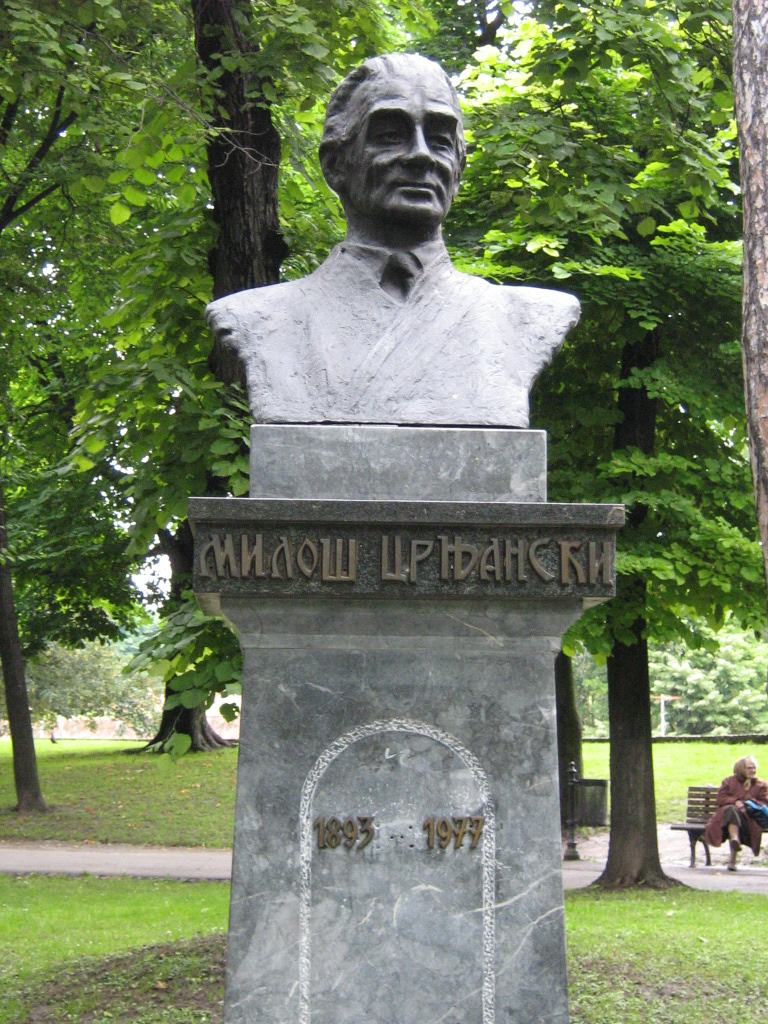
Popiersie Miloša Crnjanskiego na Kalemegdanie w Belgradzie

Miloš Crnjanski, cyr. Милош Црњански (ur. 26 października 1893 w Csongrádzie, zm. 30 listopada 1977 w Belgradzie) – serbski poeta, prozaik i publicysta.

## Życiorys
W 1912 został absolwentem gimnazjum pijarów w Temeszwarze (dziś Rumunia). Mimo usilnych nalegań rodziców podjął naukę w Akademii Handlowej w Rijece (1912–1913), którą następnie kontynuował na uniwersytecie w Wiedniu (historia sztuki i filozofia – 1913). Ostatecznie otrzymał dyplom Wydziału Filozoficznego Uniwersytetu w Belgradzie w 1922. Studia przerwała I wojna światowa, podczas której dostał powołanie do armii austro-węgierskiej. To miało swój oddźwięk w późniejszych jego utworach, jak chociażby walki w Galicji – wspomniane w Zapiskach... – i na froncie włoskim.
W okresie międzywojennym pracował jako nauczyciel, dziennikarz i attaché prasowy w placówkach Królestwa Jugosławii w Berlinie (1928–1929, 1935–1938) i Rzymie (1938–1941). W 1941 znalazł się na emigracji w Londynie, gdzie był najpierw urzędnikiem przy jugosłowiańskim rządzie na uchodźstwie (1941–1945), a następnie, starając się zapewnić przeżycie sobie i żonie, imał się wszelkich prac (był między innymi szewcem, jego żona wyrabiała i sprzedawała lalki). W latach 50. pracował jako korespondent argentyńskiego czasopisma El Economist z Londynu. Do kraju powrócił dopiero pod koniec 1965, gdzie pozostał aż do śmierci 30 listopada 1977.

## Początki twórczości
Poetyckimi wierszami i opowiadaniami zadebiutował w somborskim Golubie (1908, 1911) i czasopiśmie sarajewskim Bosanska vila (1912). W okresie od 1917 do 1919 wydrukował szereg wierszy w zagrzebskich czasopismach Savremenik i Književni jug, w których do głosu dochodzą modernistyczne i awangardowe elementy w powojennej literaturze. Komedia poetyczna Maska (1918), zbiór Liryka Itaki, w którym znalazły się niektóre z ogłoszonych dotychczas wierszy (1919), także krótka proza Święta Wojwodina (1919) i Opowieść o mężczyźnie (Priče o muškom) (1920), powieść Zapiski o Czarnojeviciu (Dnevnik o Čarnojeviću) (Biblioteka „Albatros”, br.1, 1921), jak również cykl Listy z Paryża (Pisma iz Pariza) (1921), sprawiają, że Crnjanski zostaje umieszczony między najznakomitszymi nosicielami poetyckich zmian, które zdominują serbską literaturę w tym okresie.

## Rozwój twórczości
W duchu ekspresjonistycznych idei Crnjanski początkowo utrzymuje swój tekst programowy Objaśnienie Sumatry (Objašnjenje „Sumatre”) (Srpski književni glasnik, 1920), lecz również w trzecim i czwartym dziesięcioleciu XX wieku pozostaje jednym z najważniejszych uczestników literackich i ideologicznych sporów i polemik. W tym czasie, po druku ponad pięciuset swoich wierszy i opowiadań w prasie, ostatecznie wydaje swoje dzieła jako osobne pozycje, między innymi Antologię liryki chińskiej (Antologiju kineske lirike) (1923) i Wiersze starej Japonii (Pesme starog Japana) (1927), powieść Wędrówki (Seobe) (1929), zbiór listów z podróży Miłość w Toskanii (Ljubav u Toskani) (1930), zbiór wspomnień z podróży Putopise (1930) i Knjiga o Nemačkoj (1931), jak również wielki cykl wspomnień z Hiszpanii (1933–1937).
Jako polityczny emigrant został wyłączony z życia krajowej literatury, do której powraca dopiero pod koniec lat 50., kiedy z Londynu odnawia kontakty z krajowymi wydawcami. W 1959 wydał Itaka i komentarze (Itaka i komentari), w której zamieścił, obok wierszy z Liriki Itaki, dodane i inne wiersze i poematy, które dla autora „stanowiły jedną całość”. Na emigracji wydał również drugą część Wędrówek (1962), poemat Lament nad Belgradem (Lament nad Beogradom) (Johannesburg, 1962) i współpracował w przygotowaniach Dzieł zebranych, które zostały wydane w 1966 w dziesięciu tomach (wydania łacinką i cyrylicą – tam po raz pierwszy pojawiła się wspomnieniowo-autobiograficzno-memuarystyczna proza U Hiperborejczyków (Kod Hiperborejaca). Swoją ostatnią Powieść o Londynie (Roman o Londonu) wydał w 1971. Niedokończone pozostały wspomnienia pt. Embahade i Knjiga o Mikelanđelu, które są drukowane tylko we fragmentach.

## Podsumowanie
Literacki zbiór Miloša Crnjanskiego wpisuje się w najznakomitsze dzieła serbskiej literatury XX wieku. Działając na tym polu ponad pięćdziesiąt lat Crnjanski miał przemożny wpływ na jej rozwój, nie tylko w okresie modernizmu i powstawania różnorakich ideologii i poetyk lat 20. i 30., lecz także w okresie późniejszego modernizmu i pierwszych sygnałów postmodernizmu.
Niezależne językowo i stylistycznie dzieła Crnjanskiego poszerzyły tematyczny rejestr serbskiej poezji i prozy, wpływały na zmianę charakteru i statusu pojedynczych gatunków, a także na zmiany zależności w całościowym systemie gatunkowym, czemu poświęca się wielką uwagę w serbskiej współczesnej teorii literatury, historii literatury i krytyce.
Jego dzieła przetłumaczono na wiele języków, między innymi na angielski, francuski, hiszpański, niemiecki, flamandzki, rosyjski, węgierski, polski, czeski, słowacki, rumuński.

## Publikacje książkowe
- Maska (1918, Maska)
- Lirika Itake (1919, Liryka Itaki)
- Priče o muškom (1920, Opowieści o mężczyźnie)
- Dnevnik o Čarnojeviću (1921, Zapiski o Czarnojeviciu)
- Stražilovo (1921, Stražilovo)
- Seobe (1927, Wędrówki)
- Ljubav u Toskani (1930–1931, Miłość w Toskanii)
- Knjiga o Nemačkoj (1930–1931, Książka o Niemczech)
- Suzni krokodili (1931, Krokodyle łzy)
- Seobe (1962, drugi tom)
- Konak (1965, Dwór)
- Tesla (1966)
- Kap španske krvi (1972, Kropla krwi hiszpańskiej)
- Roman o Londonu (1971, Powieść o Londynie)
- Kod Hiperborejaca (1966, U Hiperborejczyków)
- Sabrana dela (1962–1966, t. 1–40, Dzieła zebrane)